# Episodi di Dragnet (serie televisiva 1967) (prima stagione)
La prima stagione della serie televisiva Dragnet è andata in onda negli Stati Uniti dal 12 gennaio 1967 all'11 maggio 1967 sulla NBC.
| nº | Titolo originale          | Prima TV USA     | Titolo italiano | Prima TV Italia |
| -- | ------------------------- | ---------------- | --------------- | --------------- |
| 1  | The LSD Story             | 12 gennaio 1967  |                 |                 |
| 2  | The Big Explosion         | 19 gennaio 1967  |                 |                 |
| 3  | The Kidnapping            | 26 gennaio 1967  |                 |                 |
| 4  | The Interrogation         | 9 febbraio 1967  |                 |                 |
| 5  | The Masked Bandits        | 16 febbraio 1967 |                 |                 |
| 6  | The Bank Examiner Swindle | 23 febbraio 1967 |                 |                 |
| 7  | The Hammer                | 2 marzo 1967     |                 |                 |
| 8  | The Candy Store Robberies | 9 marzo 1967     |                 |                 |
| 9  | The Fur Burglary          | 16 marzo 1967    |                 |                 |
| 10 | The Jade Story            | 23 marzo 1967    |                 |                 |
| 11 | The Big Shooting          | 30 marzo 1967    |                 |                 |
| 12 | The Hit and Run Driver    | 6 aprile 1967    |                 |                 |
| 13 | The Big Bookie            | 13 aprile 1967   |                 |                 |
| 14 | The Subscription Racket   | 20 aprile 1967   |                 |                 |
| 15 | The Big Gun               | 27 aprile 1967   |                 |                 |
| 16 | The Big Kids              | 4 maggio 1967    |                 |                 |
| 17 | The Big Bullet            | 11 maggio 1967   |                 |                 |

## The LSD Story
- Prima televisiva: 12 gennaio 1967
- Diretto da: Jack Webb
- Scritto da: Jack Webb

### Trama
- Guest star: Eve Brent (Mrs. Carver), Jerry Douglas (sergente Zappey), Art Balinger (capitano Richey), Robert Knapp (Eugene Carver), Olan Soule (Ray Murray), Heather Menzies (Edna May Dixon), Shari Lee Bernath (Sandra Quillan), Johnny Aladdin (pittore), Alfred Shelly (sergente Carr), Michael Burns (Benjy "Blue Boy" Carver)

## The Big Explosion
- Prima televisiva: 19 gennaio 1967
- Diretto da: Jack Webb
- Scritto da: Robert C. Dennis

### Trama
- Guest star: Harlan Warde (capitano Mack), Ralph Manza (Gene Ellis), Olan Soule (Ray Murray), Bobby Troup (Al Amory), Bert Holland (venditore di auto), John Nolan (Nelson Grove), Ralph Moody (Matt Kemper), Kent McCord (ufficiale di polizia), Val Avery (Phil Masturian), Don Dubbins (Donald Chapman)

## The Kidnapping
- Prima televisiva: 26 gennaio 1967
- Diretto da: Jack Webb
- Scritto da: Preston Wood

### Trama
- Guest star: Ronnie Rondell, Jr. (Donald Albers), Art Balinger (capitano Brown), Harry Bartell (Ray Righetti), Peggy Webber (Janet Ohrmund)

## The Interrogation
- Prima televisiva: 9 febbraio 1967
- Diretto da: Jack Webb
- Scritto da: Preston Wood

### Trama
- Guest star: Kent McCord (ufficiale Paul Culver)

## The Masked Bandits
- Prima televisiva: 16 febbraio 1967
- Diretto da: Jack Webb
- Scritto da: David H. Vowell

### Trama
- Guest star: Robert Brubaker (Al Tucker), Art Gilmore (capitano Mert Howe), Virginia Vincent (Edna Hubbert), S. John Launer (Stanley Auerbach), Tani Guthrie (Angie), Karen Jensen (Jeannie), Tom Baker (Donald Jones), David Carlile (Uff. Jack Edwards), Sam Edwards (Bernard Ashton), Dirk Rambo (Fred Tillar), Ron Russell (Larry Hubbert)

## The Bank Examiner Swindle
- Prima televisiva: 23 febbraio 1967
- Diretto da: Jack Webb
- Scritto da: William O'Hallaren

### Trama
- Guest star: Don 'Red' Barry (James Fremont), Howard Culver (Frank Albert Thomas), Harriet MacGibbon (Floelle Mirada), Robert Knapp (capitano Lambert), Clark Howat (tenente Bigham), Bert Holland (Harry Croft), Don Ross (cineoperatore), Lillian Powell (Mrs. Gray), Burt Mustin (Fred Gregory), Nydia Westman (Mary Burnside)

## The Hammer
- Prima televisiva: 2 marzo 1967
- Diretto da: Jack Webb
- Scritto da: Henry Irving

### Trama
- Guest star: Merry Anders (poliziotta Dorothy Miller), Don Stewart (ufficiale Carl Goldman), Art Balinger (capitano Brown), Brian Avery (Terry Ridges), Jill Banner (Camille Gearhardt), James Oliver (Fred Tosca), Ben Chandler (capo Snoddy), Jeff Scott (ufficiale Chulik), Vince Williams (ambulanziere), Ralph Moody (Lou Adams), Richard "Dick" Simmons (Marcus Denner), Chet Stratton (Chesney Guthrie), Natalie Masters (Mrs. Ridges)

## The Candy Store Robberies
- Prima televisiva: 9 marzo 1967
- Diretto da: Jack Webb
- Scritto da: Robert C. Dennis

### Trama
- Guest star: Art Gilmore (capitano Howe), Austin Green (Claude Thibodeaux), Virginia Gregg (Jean Hardy), Merry Anders (poliziotta Dorothy Miller), Vince Howard (ufficiale Bondi), Alfred Shelly (sergente Vietti), David Bond (George Watson), Don Stewart (ufficiale Carl Goldman)

## The Fur Burglary
- Prima televisiva: 16 marzo 1967
- Diretto da: Jack Webb
- Scritto da: David H. Vowell

### Trama
- Guest star: Henry Corden (Emile Hartman), Clark Howat (capitano Henry O. Mack), Herb Ellis (Norm Landon), Merry Anders (poliziotta Dorothy Miller), Joanne Medley (Miss Hilliard), John McCann (tenente Bowser), Robert Cleaves (Roger Cleaves), Renny McEvoy (John Cartwright), Alfred Shelly (detective), Jody Gilbert (Mrs. Hilliard), Frank Gerstle (Albert Marks), John Nolan (Floyd Sinclair)

## The Jade Story
- Prima televisiva: 23 marzo 1967
- Diretto da: Jack Webb
- Scritto da: William O'Hallaren

### Trama
- Guest star: Virginia Gregg (Francine Graham), Eddie Firestone (Ben Martin), Keye Luke (Lin Fong), Don Stewart (ufficiale Art McAndrews), Yoneo Iguchi (Henry Morito), Annazette Chase (Mary Carstairs), William Boyett (sergente Barr), Don Ross (ufficiale Walmsley), Harry Hickox (John Benjamin), Clark Howat (capitano Henry O. Mack)

## The Big Shooting
- Prima televisiva: 30 marzo 1967
- Diretto da: Jack Webb
- Scritto da: David H. Vowell

### Trama
- Guest star: Dick Miller (Harry Johnson), Alfred Shelly (sergente Vietti), Art Balinger (capitano Brown), Hal Baylor (Roger Kensington), Harry Bartell (dottor Anderson), Dick Whittinghill (commesso), Bert Holland (Carl Wilson), Howard Culver (Pete Stuart), David Bond (Virgil Hicks), Don Marshall (ufficiale Dave Roberts)

## The Hit and Run Driver
- Prima televisiva: 6 aprile 1967
- Diretto da: Jack Webb
- Scritto da: David H. Vowell

### Trama
- Guest star: Buddy Lester (Bob Dugan), Olan Soule (Ray Murray), Robert Clarke (Clayton Fillmore), Harlan Warde (capitano Janes), King Moody (Norton Bernard), Julian Burton (Ed Neiman), James Seay (Paul Bateman), Morgan Jones (Bill Wheelock), Rhoda Williams (Alice Bronson), Dennis McCarthy (Norman Jacoby), Stuart Nisbet (Gus Archer), Audrey Dalton (Patricia Fillmore)

## The Big Bookie
- Prima televisiva: 13 aprile 1967
- Diretto da: Jack Webb
- Scritto da: Preston Wood

### Trama
- Guest star: Bobby Troup (Richard Clinger), Art Gilmore (capitano Nelson), Luana Patten (Angie), Sidney Miller (Jay Simmons), William Reynolds (sergente William Riddle)

## The Subscription Racket
- Prima televisiva: 20 aprile 1967
- Diretto da: Jack Webb
- Scritto da: Henry Irving

### Trama
- Guest star: Larry D. Mann (Pete Benson), Sarah Selby (Marilyn Tate), Marianne Gordon (Norma Bryant), Art Balinger (capitano Lambert), Doodles Weaver (Cliff Tate), Brian Avery (Glen Procustan)

## The Big Gun
- Prima televisiva: 27 aprile 1967
- Diretto da: Jack Webb
- Scritto da: Henry Irving

### Trama
- Guest star: Leonard Stone (detective Higbee), Olan Soule (Ray Murray), Art Balinger (capitano Brown), Anne Loos (Agatha Edney), Sharann Hisamoto (Miko), Lois Kiuchi (Mrs. Watanabe), Don Ross (sergente Bergman), Herbert Anderson (Robert Blake), Kathleen Freeman (Mrs. Sunshine Pound)

## The Big Kids
- Prima televisiva: 4 maggio 1967
- Diretto da: Jack Webb
- Scritto da: David H. Vowell

### Trama
- Guest star: Richard Crane (sergente Pearson), Art Balinger (capitano Richey), Andrea King (Lisa Fulton), Peggy Webber (Peggy Lassin), Alan Dexter (Hal Rosten), Russell Arms (David Carroll), Mickey Sholdar (Robert Lassin), Roger Mobley (Audie Fulton)

## The Big Bullet
- Prima televisiva: 11 maggio 1967
- Diretto da: Jack Webb
- Scritto da: John Robinson

### Trama
- Guest star: Olan Soule (Ray Murray), Carol Byron (Nora Hamlin), Mabel Albertson (Jesse Gaynor)